# Torino Challenger 1981
Il Torino Challenger 1981 è stato un torneo di tennis facente parte della categoria ATP Challenger Series nell'ambito dell'ATP Challenger Series 1981. Il torneo si è giocato a Torino in Italia dal 22 al 28 giugno 1981 su campi in terra rossa.

## Vincitori

### Singolare
Pablo Arraya ha battuto in finale  Stefan Simonsson con il punteggio di 6–4, 3–6, 6–3

### Doppio
Lloyd Bourne /  Blaine Willenborg hanno battuto in finale  Jaime Fillol /  Željko Franulović con il punteggio di 5–7, 6–4, 6–2